# ابی
ابراهیم حامدی (زادهٔ ۲۹ خرداد ۱۳۲۸)، با نام هنری اِبی، مشهور به آقای صدا، خوانندهٔ موسیقی پاپ ایرانی است. او از دستهٔ خوانندگان با صدای تنور است. ابی در سبک‌های مختلفی همچون راک، بالاد، موسیقی فولکلور، پاپ، دنس، هاوس و ترنس موسیقی صاحب اثر است.
برخی او را با تام جونز، خوانندهٔ سرشناس بریتانیایی، مقایسه کرده‌اند؛ با این تفاوت که ابی را برخلاف تام جونز دارای تمایلات سیاسی می‌دانند.

## زندگی شخصی
ابراهیم حامدی در ۲۹ خرداد ۱۳۲۸ در تهران متولد شد. پدر ابی از اهالی اراک و مادرش از اهالی کلاک کرج بوده است.
او دوران کودکی خود را در محلهٔ میدان فوزیهٔ تهران سپری کرده است و دارای چهار خواهر و یک برادر است. او در سال ۱۳۵۳ با فیروزه مقدادی ازدواج کرده و از وی صاحب سه دختر به نام‌های عسل، سایه و خاتون است که برای هر کدام از آن‌ها ترانه‌ای جداگانه خوانده است. ابی دو سال پیش از وقوع انقلاب در ایران، برای اجرای کنسرت به آمریکا می‌رود و با شروع انقلاب، ناگزیر در آنجا ماندگار می‌شود.
ابی پس از جدایی از همسر اول خود با مهشید برومند ازدواج می‌کند. مهشید یک پسر به نام فرشید دارد که از همسر قبلی وی است. گفته می‌شود آغاز آشنایی آن‌ها با یکدیگر، در یکی از اجراهای ابی در گوتنبرگ بوده است. مهشید برومند که مدیر برنامه‌های ابی نیز محسوب می‌شود در اکثر کنسرت‌های وی حضور داشته است.
ابی به موسیقی یونانی علاقه‌مند است و از خوانندگان محبوبش می‌توان به پیتر گابریل، فردی مرکوری، استینگ، بونو و جیم موریسون از گروه راک دورز اشاره کرد. او تمایلی به شنیدن صدای خود در محیط خانه نیز ندارد.

## خوانندگی

### دوران نوجوانی
او در مصاحبه‌ای در پاسخ به این پرسش که خوانندگی را چگونه آغاز کرد می‌گوید: «از زمان چهار پنج سالگی، رادیو به ایران آمده بود ولی ما آنقدر بودجه نداشتیم که یک رادیو بخریم. ضمن اینکه هنوز برق هم به همه جا نیامده بود. به موسیقی گوش می‌کردم و آن را دوست داشتم. تفریح من در خانه خواندن بود، ضمن اینکه بارها هم گفته‌ام که از کلاس سوم دبستان در مدرسه صبح‌ها سر صف، قرآن با قرائت اجرا می‌کردم. خب این هم برای خودش یک نوع خوانندگی است. در سن ده یازده سالگی، رادیو و خوانندگانی بودند و مرتب فکر و ذکر من به غیر از مسئلهٔ درس خواندن، خوانندگی بود. در خانه برای هم‌کلاسی‌هایم و همین‌طور برای بچه‌محل‌ها می‌خواندم».
ابتدا در یک گروه دوستانه به نام سان بویز و سپس در باشگاه‌ها و کاخ‌های جوانان به صورت رسمی شروع به خواندن می‌کند. در گروه سان بویز، ابتدا از آهنگ‌های ایتالیایی، به‌خصوص ترانه‌های آلبانو کاریسی خواننده و بازیگر بنام ایتالیایی تقلید می‌کند سپس به اجرای ترانه‌هایی از خوانندگان مطرح آن دوران مانند جیم موریسون، اریک بوردون، تام جونز و پپینو دی کاپری رو می‌آورد.
او اولین بار در کاخ جوانان جنوبی به روی صحنه می‌رود. تجربهٔ اولین اجرای رسمی ابی از زبان خودش شنیدنی است. آن‌طور که وی در مصاحبه‌ای نقل کرده است در اولین اجرا از استرس بسیار، نیمی از بدنش کاملاً بی‌حس شده و اصطلاحاً به خواب می‌رود. او این واقعه را جزو خاطرات تلخ اما فراموش‌نشدنی خود ذکر کرده است.

### آغاز خوانندگی به صورت حرفه‌ای

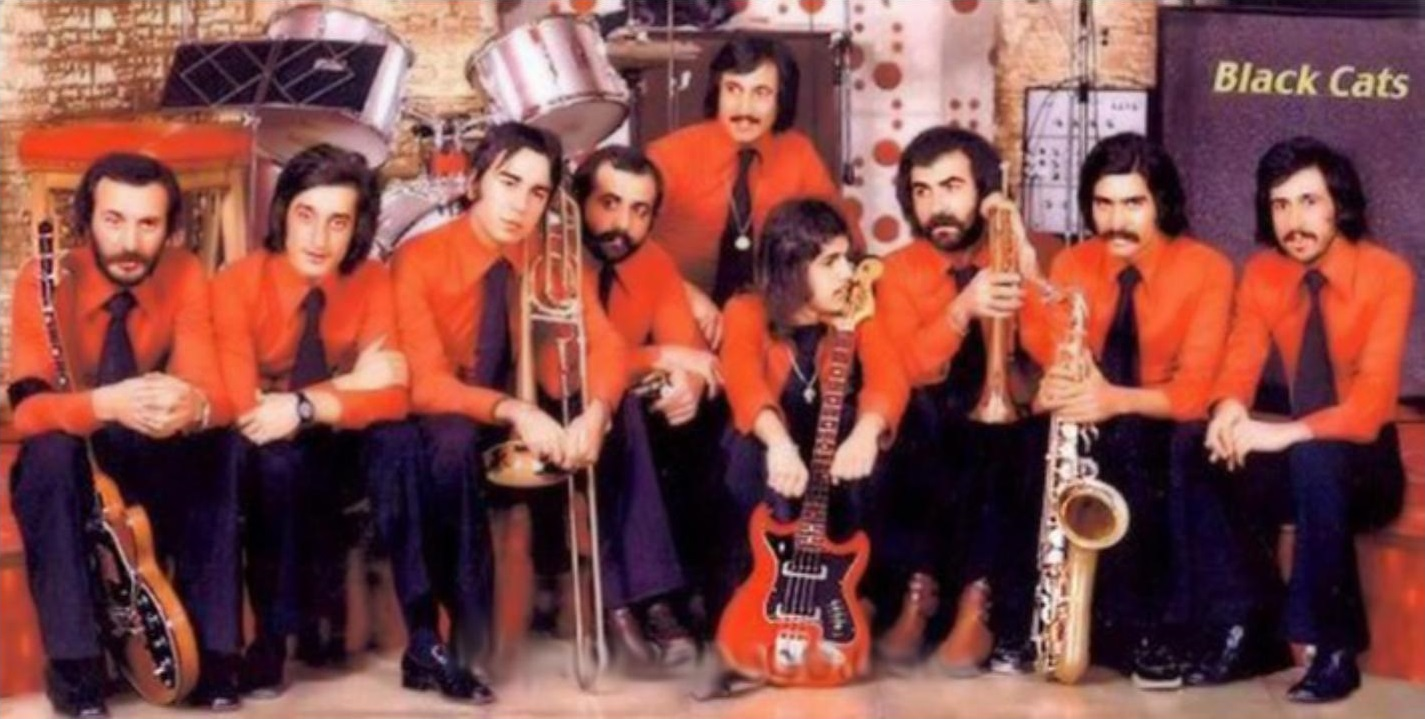
آبی در گروه بلک کتس در کنار شهبال و شهرام شب پره در دهه ۴۰ شمسی

ابی در همان دوران با شهبال و شهرام شب‌پره آشنا می‌شود. شهبال شب‌پره صدای او را در سان بویز می‌شنود و به وی پیشنهاد کار در گروه بلک کتس را می‌دهد. او در کنار فرهاد مهراد خوانندهٔ راک ایرانی، مدت دو سال با گروه بلک کتز همکاری می‌کند و مدت زیادی در کابارهٔ کوچینی به روی صحنه می‌رود. سپس از این گروه جدا می‌شود و با آهنگسازان و ترانه‌سرایان مطرح آن دوران همکاری می‌کند. ابی از دوران همکاری با فرهاد در گروه بلک کتز، به عنوان دورهٔ آموزشی خود یاد می‌کند و خود را وامدار فرهاد می‌داند.
در آن زمان که ابی وارد عرصهٔ موسیقی می‌شود، خوانندگان اندکی در ایران در زمینهٔ موسیقی پاپ فعالیت داشته‌اند که از آن جمله می‌توان به ویگن، عارف و منوچهر سخایی اشاره کرد. دیری نمی‌گذرد که ابی نیز نخستین ترانهٔ مستقل خود را با نام «عطش» عرضه می‌کند که برای فیلمی به همین عنوان ساخته می‌شود. دومین ترانهٔ وی «چرا چرا» نام دارد با شعری از مسعود هوشمند و آهنگی از حسین واثقی. اما سومین ترانهٔ ابی که به گفتهٔ خودش باعث معروفیت وی می‌شود ترانه‌ای است به نام «شب» با شعر اردلان سرفراز و آهنگ منصور ایران‌نژاد که برای اولین بار در شوی معروف میخک نقره‌ای از فریدون فرخزاد پخش می‌شود.
ابی از همان اوایل خوانندگی، در حرفهٔ خود از الگوبرداری و تقلیدهای کلیشه‌ای برحذر بود و حتی خوانندگان جوان همدورهٔ خود را که از آثار یکدیگر کپی‌برداری و تقلید می‌کردند به شدت تخطئه می‌کرده است. در همین دوران است که با شرکت در «جشنوارهٔ بین‌المللی آواز ترکیه» توانست نگاه‌های داخل و خارج را به سمت خود معطوف کند.
صدای ابی از همان آغاز، محل بحث و نظر رسانه‌ها بوده است. چنان‌که مجله جوانان در شمارهٔ سال دهم خود، مطلبی را تحت عنوان «صدای ابی رانندگان را دچار هیستریک سرعت می‌کند» منتشر می‌کند و در این مسئله را مطرح می‌کند که صدای ابی به علت قدرت و انرژی فوق‌العادهٔ آن که بیشتر جنبهٔ حماسی دارد، رانندگان را هنگام رانندگی دچار هیستریک و حرکات تند و خشن می‌کند.

### جشنوارهٔ بین‌المللی آواز ترکیه
در سال ۱۹۷۴ ابی و نوش‌آفرین دو خوانندهٔ جوان ایرانی برای شرکت در جشنواره بین‌المللی آواز ترکیه راهی استانبول می‌شوند. این فستیوال که مخصوص اجرای ترانه‌های روز بوده و برای نخستین بار در جهان در ترکیه برگزار می‌شده است، علاوه بر موسیقی شامل سینما، نقاشی، مجسمه‌سازی و دیگر رشته‌های هنری نیز بوده است.
حدود ۳ ماه قبل از فستیوال، یک هیئت ۵ نفره از بهترین و شناخته‌شده‌ترین کارشناسان صدا وارد تهران می‌شوند و با تحقیق و بررسی روی کار و صدای همهٔ خوانندگان جوان ایرانی و ملاحظهٔ برنامه‌های رادیویی و صحنه‌ای، عاقبت از بین خانم‌ها، نوش‌آفرین و از بین آقایان، ابی را برای شرکت در این فستیوال برمی‌گزینند.
آی فری خوانندهٔ معروف ترکیه، نمایندهٔ این فستیوال در ایران بوده است و همین خواننده، دعوت‌نامه‌های رسمی فستیوال را هفتهٔ قبل از برگزاری جشنواره به تهران می‌آورد و بعد با نوش‌آفرین و ابی راهی ترکیه می‌شود. در ترکیه قرار بوده که این دو خوانندهٔ ایرانی ابتدا تمرینات لازم را با ارکستر ۷۰ نفره انجام دهند و بعد بر روی صحنه روند. مدت فستیوال حدود ۵ روز بوده است.
نوش‌آفرین با آهنگ «کاکلی» ساختهٔ فریدون خشنود و ابی با آهنگ «شکار» از ساخته‌های حسن شماعی‌زاده در این فستیوال شرکت می‌کنند. با اعلام اینکه از کشور ایران تنها یک شرکت‌کننده حق حضور دارد، نوش‌آفرین اعلام انصراف می‌کند. پس از اجرای بیش از ۲۰۹ خواننده، شش خواننده به بخش فینال راه می‌یابند که نام ابی نیز در میان فینالیست‌ها قرار داشته است. در رقابت بین این شش خواننده، سرانجام ابی با آهنگ «شکار» خود به عنوان خوانندهٔ برگزیدهٔ هیئت ژوری انتخاب می‌شود و پلاک و دیپلم افتخار جشنواره را از آن خود می‌سازد.

### خوانندگی در خارج از ایران
ابی پیش از انقلاب، تک‌آهنگ‌های زیادی را بر روی صفحه منتشر کرد ولی هیچ‌گاه آلبوم مستقلی از وی ارائه نشد. آثار این دورهٔ او بعد از انقلاب و در خارج از کشور بود که در قالب آلبوم‌های مستقل و به صورت کاست به بازار عرضه شد. در کارنامهٔ کاری وی، همکاری با ترانه‌سرایان برجسته‌ای چون ایرج جنتی عطایی، اردلان سرفراز، منصور تهرانی و شهیار قنبری و آهنگسازان سرشناسی چون فرید زلاند، سیاوش قمیشی، واروژان، محمد شمس، شادمهر عقیلی، حسن شماعی‌زاده، اسفندیار منفردزاده و بابک بیات به چشم می‌خورد.
ابی در سال‌های اقامت در خارج از کشور، در بزرگ‌ترین سالن‌های بین‌المللی جهان کنسرت اجرا کرده است که برخی از آن‌ها کنسرت خیریه بوده است. در سال ۲۰۰۷ میلادی برای اجرای کنسرت همراه با ارکستر سمفونی آخن، از ابی به شکلی ویژه دعوت به عمل می‌آید. این کنسرت از رادیو WDR به صورت مستقیم، پخش و از تلویزیون همین شبکه نیز فیلمبرداری شد. روزنامه‌های پرتیراژ آخن نیز پس از برنامهٔ ابی، از وی تمجید کرده و از «گرمای حضور او بر صحنه» نوشتند. از معروف‌ترین کنسرت‌های خیریهٔ او نیز کنسرت وی در رویال آلبرت هال در لندن در سال ۲۰۱۰ است که عواید آن صرف کمک به بیماران مبتلا به ام اس شد.
با آنکه سال‌هاست که ابی در خارج از ایران و در تبعید زندگی می‌کند، هنوز برخی طراحان ایرانی از نام وی جهت افزایش فروش کالاهای تجاری خود بهره می‌گیرند. شماری از خوانندگان داخل ایران نیز به شدت تحت تأثیر سبک خواندن و نحوهٔ اجرای او قرار گرفته‌اند. در مورد قاسم افشار که از جملهٔ این خوانندگان است و بازخوانی ترانهٔ «خلیج فارس» ابی بدو منسوب است، حتی در حرکات دست و پای وی هنگام اجرای کنسرت نیز شباهت بسیاری با ابی برقرار ساخته‌اند. تأثیرپذیری قاسم افشار از ابی تا به حدی بوده است که آهنگساز سرشناسی چون تورج شعبان‌خانی، وی را بابت این نحو سبک تقلیدیش مورد سرزنش قرار داده است.

## ویژگی‌ها و وجوه تمایز او

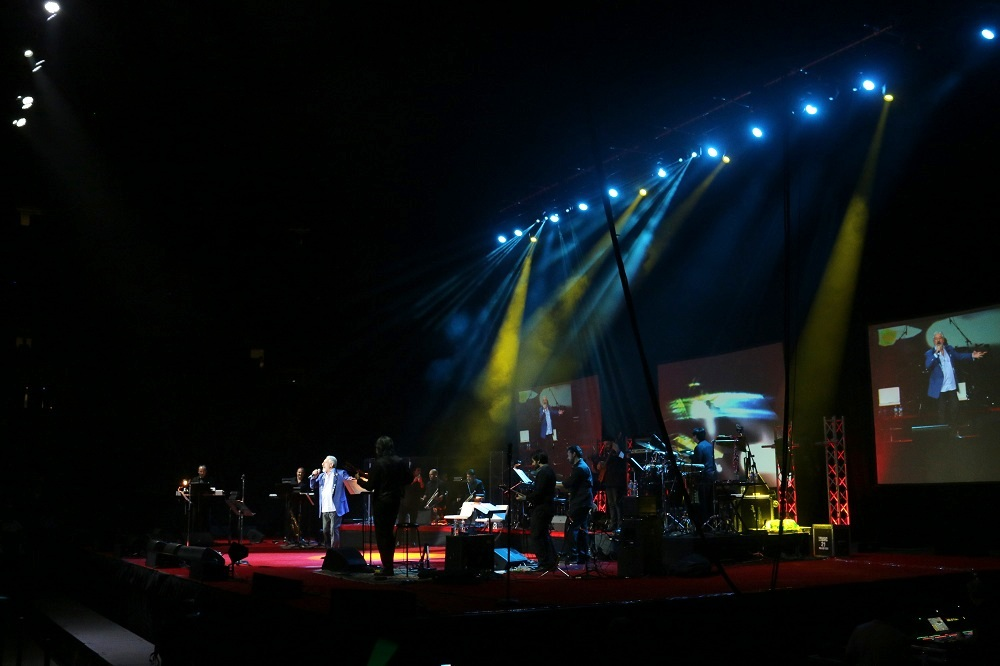
ابی در تالار «ایر کانادا سنتر»، تورنتو، در کنسرت مشترکش با گوگوش، ۲۱ ژوئن ۲۰۱۴

ابراهیم نبوی در کتابی تحت عنوان آوازهای زیرزمین، ویژگی‌های ابی را به عنوان یک خواننده، این‌گونه برمی‌شمرد:

نخست: اغلب کارشناسان موسیقی فارسی معتقدند صدای ابی قدرتمندترین صدای پاپ فارسی است.

دوم: فعالیت‌های ابی در طول نیمهٔ دوم زندگی‌اش نه تنها کاهش نمی‌یابد بلکه این دوران، نقطهٔ عطفی در حرفه‌اش محسوب می‌شود و این نخستین ویژگی است که ابی را از خوانندهٔ پاپ جدا می‌کند و در کنار خوانندهٔ کلاسیک یا اپرا قرار می‌دهد.

سوم: ابی از معدود خوانندگان پاپ است که ممکن است مخاطب ترجیح بدهد کنسرت او را از همان خانه بشنود؛ اجراهای او شاید چیزی فراتر از صدای ضبط‌شدهٔ او نیست.

چهارم: ابی بیشتر مورد توجه مخاطبانی است که به رغم آنکه می‌دانند در موسیقی پاپ برخلاف موسیقی سنتی، جنس و قدرت و طنین صدای آوازه‌خوان چندان موضوع مهمی نیست، صدای ابی را از این منظر نیز در خور توجه و ستایش قلمداد می‌کنند.

پنجم: کنسرت‌های او پس از انقلاب که در خارج از ایران برگزار شده است، پربیننده است. کمتر اتفاق می‌افتد که مانند خوانندگان دیگر پاپ، موسیقی‌اش موجب رقصیدن شود یا اصولاً برای رقصیدن دیگران بخواند.
برخی کارشناسان موسیقی نیز در مورد صدای ابی نظر داده‌اند، از آن جمله می‌توان به آندرانیک آهنگساز، تنظیم‌کننده و رهبر ارکستر اشاره کرد که گرمی، قدرت و انعطاف‌پذیری صدای ابی را ستوده است و ابی را از نادر هنرمندانی معرفی کرده است که حس موسیقایی قوی دارد و سلیقه و طبع مردم را درک می‌کند.
هم‌صدایی مردم با ابی در کنسرت‌هایش نیز جزو خصایص منحصر به فرد این خواننده محسوب می‌شود، تا جایی که او را جزو اولین خوانندگان فارسی‌زبانی دانسته‌اند که به این همخوانی اهمیت داد و حتی آن را در آلبوم کنسرت‌هایش ضبط و پخش کرد.

## مفهوم ترانه‌ها

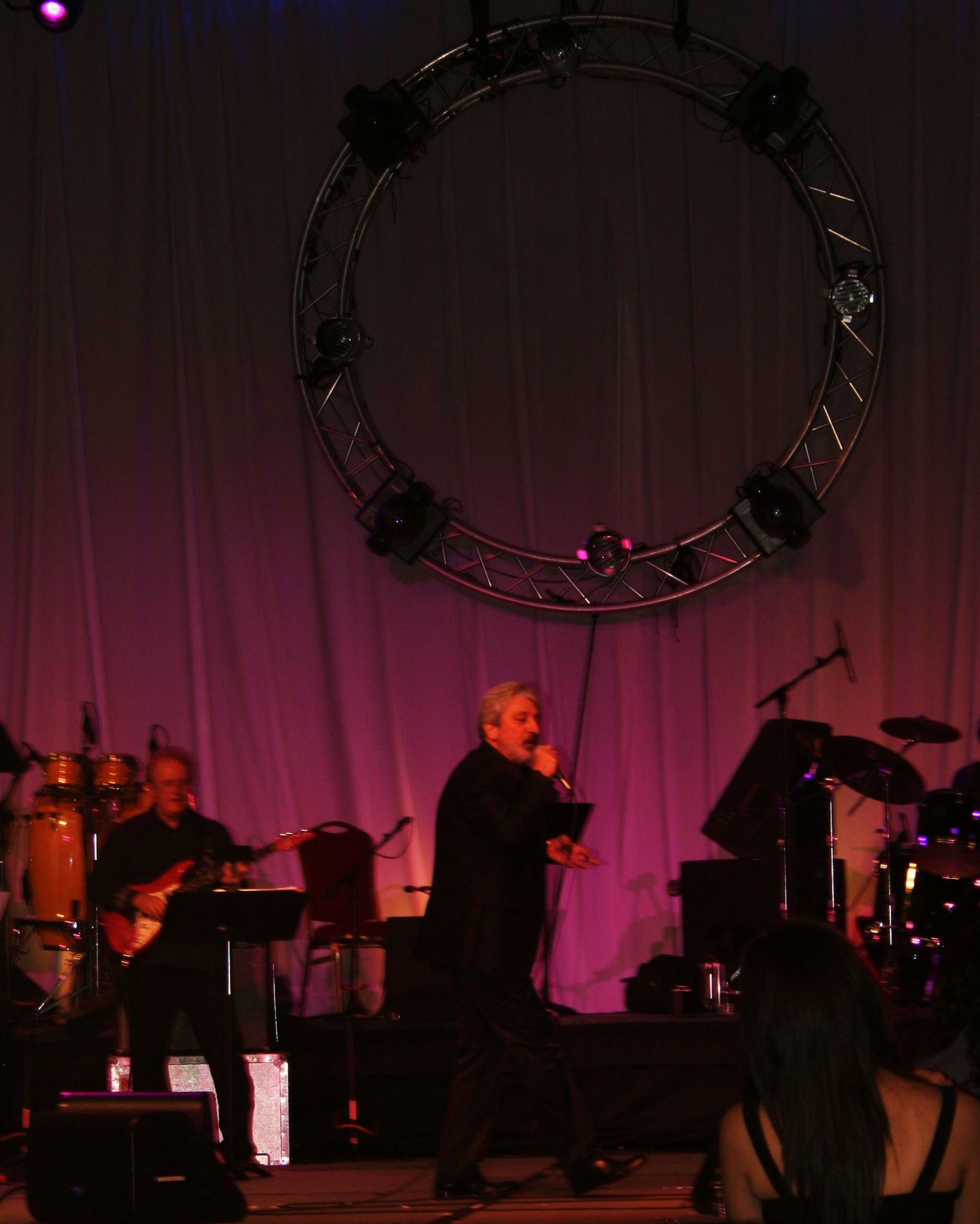
ابی در کنسرت لاس وگاس ۲۰۰۸

### مضامین سیاسی
ابی به خواندن ترانه‌هایی با مضامین سیاسی، اجتماعی و نیز عاشقانه علاقه نشان می‌دهد. او ترانه‌های متعددی در مورد ایران خوانده که بسیاری از آن‌ها دارای مضامین سیاسی اعتراضی و گاه بحث‌انگیز بوده‌اند. از جملهٔ این ترانه‌ها که سرشار از مضامین سیاسی هستند می‌توان به «خلیج فارس»، «خانه سرخ است»، «بشکن» و «درخت» اشاره کرد. ترکیب ملودی فرید زلاند و کلام شهیار قنبری و تنظیم منوچهر چشم‌آذر منجر به خلق ترانه‌ای شده است با نام «نون و پنیر و سبزی» که می‌توان آن را سمبل ترانه‌های معترض دورهٔ خود به حساب آورد. این ترانه با اجرای مشترک ابی و داریوش به عنوان یکی از ترانه‌های ممنوعه در سال‌های اوایل دههٔ ۱۳۷۰ در ایران به صورت پنهانی دست به دست می‌گشته است.
صرف‌نظر از مسائل سیاسی، او در ترانه‌های خود به مسائل اجتماعی نظیر فقر، آزادی بیان و حقوق زنان نیز توجه نشان می‌دهد. سه ترانهٔ «هلا»، «سیاه‌پوش‌ها» و «بانوی خاوری» نمونه‌هایی مناسب از این دست هستند.

### مضامین عاشقانه
عشق هم در کلام او گاه رنگ و بوی زمینی و جسمانی پیدا می‌کند و عاشق، از چشم و لب و قد و تن یار سخن به میان می‌آورد مانند ترانهٔ «مداد رنگی»؛ و گاه چنان ژرف، متعالی و مقدس می‌شود که سخن از معراج و رجعت و خدا شدن به میان می‌آید مانند ترانهٔ «رازقی». اکثر این ترانه‌های عاشقانه، اشعار ترانه‌سراهای معاصر است ولی در لابه‌لای آن‌ها اشعار عرفانی شعرای متقدم نیز دیده می‌شود مانند آهنگ «حیلت رها کن» که شعر آن از مولوی است و آهنگ «خدا می‌داند» که شعر آن از شمس مشرقی شاعر و عارف قرن هشتم است.
ترانهٔ «مولای سبزپوش» سرودهٔ ایرج جنتی عطایی نیز خالی از مضامین عرفانی نیست چرا که در ادب پارسی، اصطلاح «سبزپوش» همواره لقب کسانی بوده است که در بالاترین سطح عرفانی زندگی می‌کنند، خواه فرشتگان، پیامبر، خضر نبی، یا دلیل راه عرفانی بوده باشد. با این همه، تلاش‌هایی نیز در جهت سیاسی جلوه دادن این ترانه صورت گرفته است، چنان‌که در آلبومی تحت عنوان «وحدت؛ پایان ۲۵۰۰ سال دیکتاتوری» که دقیقاً بعد از انقلاب اسلامی در ایران منتشر شد، این آهنگ ابی در کنار دیگر ترانه‌های سیاسی یا ملی‌گرایانهٔ خوانندگان آن دوره قرار گرفته است.

### مضامین بحث‌انگیز
ابی را از نظر کاری خواننده‌ای ریسک‌پذیر، و از نظر انتخاب آهنگ و ترانه، نوگرا می‌دانند. این ریسک‌پذیری در کار، در دو آلبوم اخیر وی به‌خصوص سه ترانهٔ «من اگه خدا بودم»، «خدا با ماست» و «جهان‌بینی» با وضوح بیشتری نمایان می‌شود. ترانهٔ «من اگه خدا بودم» با طرح مسئلهٔ شر و در رأس آن فاجعهٔ زلزلهٔ بم، به نوعی دیدگاه‌های رایج در مورد خدا و حکمت و عدل او را به چالش می‌کشد. ترانهٔ «خدا با ماست» نیز ترانه‌ای ساختارشکن است با این تفاوت که برخلاف ترانهٔ «من اگه خدا بودم» درصدد است با شریک قرار دادن خدا در تمام شئون زندگی انسان، راهکاری برای رویارویی با شرور پیش پای انسان بگذارد و بدین‌ترتیب می‌توان این دو ترانه را به لحاظ محتوا و مضمون، مقابل هم قرار داد. در ترانهٔ «جهان‌بینی» نیز با طرح موضوع فلسفهٔ زندگی، بسیاری از چالش‌های ذهنی و دغدغه‌های فکری بشری به باد انتقاد گرفته می‌شود و تنها جهان‌بینیِ دارای اهمیت و اصالت، عشق معرفی می‌شود.
ابی به کیفیت کلامی و زبانی ترانه‌هایی که می‌خواند بسیار اهمیت می‌دهد ولی این بدین معنا نیست که در مورد ملودی و موسیقی کار خود حساسیت ندارد. در برخی مواقع، اساساً ملودی اثر بوده است که موجبات خلق ترانه را فراهم ساخته است. به عنوان نمونه، دو آهنگ «ستاره‌های سربی» و «شب‌گریه» اثر ایرج جنتی عطایی بر روی دو ملودی پیش‌ساختهٔ سیاوش قمیشی ترانه‌سازی شده است.
از دیگر ترانه‌های ابی که به لحاظ محتوایی، متمایز از سایر آثارش به نظر می‌رسد می‌توان به دو ترانهٔ «خونه» و «مادربزرگ» اشاره کرد. ترانهٔ «خونه» که لحنی ساده و خودمانی دارد، وابستگی عاطفی به خانه را از زبان یک کودک بازگو می‌کند؛ خانه‌ای که به یُمن وجود مادر، لبریز از صفا و وفا و دعا و تکیه‌گاه است. این ترانه ابتدا در سال ۱۹۸۲ میلادی در آلبوم «خداحافظ تهران…» منتشر و سپس در سال ۱۹۹۶ میلادی در آلبوم «با تو» بازنشر شد. ترانهٔ «مادربزرگ» نیز در وصف مادربزرگی سروده شده است که دیگر در قید حیات نیست ولی «قصه‌هایِ به پاکی دریای او» هنوز در یاد و خاطره باقی مانده است.

## ترانه‌های خاص
گفتنی است سه آهنگ از کارهای ابی دارای دکلمه است، یکی آهنگ «خورجین» از آلبوم «شب‌زده» که محمود محمد یوسف اجرا کرده است و دیگری آهنگ «بانوی خاوری» از آلبوم «حسرت پرواز» و همچنین قطعاتی از ترانهٔ یه دختر که هر دو را خود ابی اجرا کرده است. ترانهٔ «پیر» نیز با مطلعی نسبتاً طولانی را شاعر آن یعنی مسعود امینی به صورت دکلمه خوانده است که البته این اجرا به صورت رسمی منتشر نشده است.
ابی در دوران جوانی، توانایی خود را در زمینهٔ خوانندگی به زبان انگلیسی نیز به محک گذاشته است که دو ترانهٔ آن به صورت رسمی در آلبوم‌هایش منتشر شده است یکی ترانهٔ دوصدایی Papa به همراه شهرام شب‌پره در آلبوم «تپش» و دیگری ترانهٔ Far Away در آلبوم «پیر». ترانهٔ Papa (پدر) بازخوانی یکی از آثار خوانندهٔ مشهور کانادایی پل آنکا است که دربارهٔ ارزش عشق و محبت در خانواده است که به سرنوشت محتوم تمام انسان‌ها یعنی جدایی از عزیزان می‌انجامد ولی در نهایت، این یادگارهای عاطفی، خاطرات و درس‌های زندگی است که برای شخص باقی می‌مانند.
ابی برخی آهنگ‌های قدیمی خود را بازخوانی کرده مانند ریمیکس دو آهنگ «خالی» و «مست چشات» که در آلبومی به نام یادگاری منتشر شده‌اند. در نظرسنجی‌ای که از طرف شبکهٔ تلویزیونی من و تو با عنوان «ماندگارترین ترانه‌های ایرانی» انجام گرفته، ترانهٔ «کی اشکاتو پاک می‌کنه» به عنوان برترین ترانهٔ ابی معرفی شده است. دیگر ترانه‌های برتر ابی در این فهرست، به ترتیب عبارتند از: «ستاره‌های سربی»، «مست چشات»، «درخت»، «خالی»، خلیج فارس، «محتاج»، «شب‌زده»، «پوست شیر»، «گریه نکن»، «با تو» و «شکار».
ابی به در سال ۹۲ با همکاری شادمهر عقیلی موزیک ویدئویی با نام رؤیای ما منتشر کرد که آمار بازدید از آن در وب‌سایت یوتیوب از مرز سه میلیون و نهصد هزار نفر گذشت. این میزان بازید از ویدئو کلیپ‌های ابی در این سایت ظاهراً بی‌سابقه است. جذابیت آهنگ «رؤیای ما» به حدی بود که حتی صدا و سیمای جمهوری اسلامی نیز نتوانست به راحتی از کنار آن بگذرد و مدتی موسیقی بدون کلام آن را از شبکهٔ دوم سیما به عنوان آهنگ پس‌زمینهٔ معرفی برنامه‌ها پخش می‌کرد.

## ابی و سایر خوانندگان
ابی در بدو شروع خوانندگی، بیشترین همکاری خود را با شهرام شب‌پره داشته است که یا به شکل فعالیت مشترک در کاباره‌ها یا با ارائهٔ تک‌آهنگ در قالب صفحه صورت می‌گرفت که بیشتر این ترانه‌ها نیز به زبان انگلیسی بوده است و از معروف‌ترین آن‌ها می‌توان به آهنگ A Chili Pum اشاره کرد. برخلاف تداول عام که ابی را در کنار داریوش به تصویر درمی‌آورد، در دههٔ پنجاه شمسی در اغلب رسانه‌های ایرانی، نام ابی در کنار شهرام شب‌پره به صورت یک زوج هنری مطرح بوده است و نزدیکی آن دو تا به حدی بوده که از آن میان حتی رایحهٔ رقابت و تنش نیز استشمام می‌شده است.
ابی کارهای مشترک زیادی نیز با سایر خوانندگان ایرانی داشته است که از میان خوانندگان کلاسیک می‌توان به داریوش (آهنگ نون و پنیر و سبزی)، شاهرخ (آهنگ همخون)، سلی و نلی (آهنگ خدا می‌داند) و هایده (آهنگ شب عشق) و از میان خوانندگان جوان به آرش (آهنگ بگو ای یار)، نوید و امید (آهنگ گریز)، کامران و هومن (آهنگ مگه فرشته هم بده و آهنگ کلبه) و شادمهر عقیلی (آهنگ رؤیای ما و آهنگ یه دختر) اشاره کرد. تنها کار مشترک سیاوش قمیشی با ابی، همخوانی بخشی از ترانهٔ «کوه یخ» بوده است. در برخی آهنگ‌ها هم ابی صرفاً بخشی از ترانه را با خوانندهٔ اصلی همخوانی می‌کند مانند آهنگ «جسارت» از امیر آرام و نیز آهنگ «شهر ظلمت» از شاهرخ.
ترانهٔ «زمین» یا «زلزله» نیز از آثار مشترک ابی با جمعی از خوانندگان است. این آهنگ، یک کار ۱۲ دقیقه‌ای متشکل از یک گروه خوانندهٔ ایرانی و خارجی به زبان‌های فارسی، انگلیسی، ترکی، ارمنی و عبری و تلفیقی بین موسیقی پاپ و سرود است. در این ترانه غیر از صدای ابی، صدای خوانندگانی چون ستار، لیلا فروهر، اندی، فرشید امین، هلن، دلارام و یعقوب ظروفچی طنین‌انداز است.
همچنین ابی به مناسبت کریسمس سال ۲۰۱۴ ترانه‌ای دوصدایی به زبان انگلیسی با نام I Can Hear Christmas به همراه لیل کولت، خوانندهٔ مشهور زن اسرائیلی اجرا کرده است. مضمون این ترانه، درخواست پیوند و دوستی بین مسلمانان و یهودیان به مناسبت فرارسیدن کریسمس مسیحیان است.
برخی ترانه‌هایی را که ابی خوانده است، خوانندگان دیگر قبل یا بعد از وی نیز خوانده‌اند؛ مانند آهنگ «پاییز» با آهنگسازی سیاوش قمیشی که ابتدا خود سیاوش آن را خوانده بود، آهنگ «عسل» با اجرای ستار، آهنگ «راه من» با اجرای داریوش، آهنگ «گل‌واژه» با اجرای هایده، آهنگ «هموطن» با اجرای شهرام شب‌پره و مجموعه ترانه‌های آلبوم «تاج ترانه» که از آن گوگوش است که ابی و به یاد آهنگساز آن‌ها واروژان بازخوانی کرده است.
ابی را از جمله نادر خوانندگانی دانسته‌اند که با آغوشی باز همراه با بسیاری از خوانندگان، روی صحنه خوانده است. داریوش، بیژن مرتضوی، شهرام شب‌پره، سیاوش قمیشی، کامران و هومن، آرش، شادمهر عقیلی و گوگوش از جمله خوانندگانی هستند که ابی با آن‌ها کنسرت مشترک داشته است.
ابی توجه خاصی به سلایق و علایق نسل جوان دارد و این یکی از عواملی بوده است که او را به همکاری با خوانندگان و آهنگسازان جوان سوق داده است. او که در سال‌های اخیر به سبک موسیقی الکترونیکی روی آورده است، معتقد است که در این نوع سبک، کیفیت ضبط ترانه‌ها بهبود می‌یابد و خیلی بهتر می‌توان با نسل جوان که به سبک‌های جدید موسیقی گرایش دارند، ارتباط برقرار کرد. آهنگ «بگو ای یار» ترانه‌ای دوصدایی از ابی و آرش است که به سبک موسیقی الکترونیک اجرا شده است.

## ابی و آهنگسازان
در میان آهنگسازانی که ابی با آن‌ها همکاری داشته، فرید زلاند با ۳۹ آهنگ و سیاوش قمیشی با ۲۷ آهنگ در صدر قرار دارند. آخرین کار فرید زلاند برای ابی سه آهنگ از آلبوم «طلوع کن» و آخرین کار سیاوش قمیشی برای ابی، مجموع آهنگ‌های آلبوم شب نیلوفری است. ابی در سال‌های اخیر از طیف آهنگسازان سنتی فاصله گرفته و دو آلبوم اخیر خود را با همکاری شوبرت آواکیان، شادمهر عقیلی، علیرضا افکاری وارد بازار کرده است.

### بابک بیات
ابی فعالیت خوانندگی را با آهنگ‌های بابک بیات آغاز کرد. از جمله کارهای مشترک ابی و بابک بیات می‌توان به آهنگ‌های؛ خاکستری، سایه، خورجین، مولای سبزپوش، تپش، خاتون اشاره کرد. ابی در یکی از مصاحبه‌های خود، از بابک بیات و ایرج جنتی عطایی به عنوان پایه‌های موفقیت خود یاد کرده.

### فرید زلاند
شاید جنجالی‌ترین ترانهٔ ابی در طول دوران کاری‌اش، ترانهٔ سیاسی «راه من» با آهنگسازی فرید زلاند باشد که منجر به اختلافات دامنه‌داری بین ابی با آهنگساز و ترانه‌سرا می‌شود. ترانهٔ «راه من» را شهیار قنبری و بر مبنای ترانهٔ «راه من» یا «به روش خودم» سروده بود که در سال ۱۹۶۹ به وسیلهٔ فرانک سیناترا در آلبومی به همین نام منتشر شد و به اثر شاخص این هنرمند تبدیل شد.
فرید زلاند که در ابتدا این ترانه را با صدای ابی، آهنگسازی و ضبط کرده بود بنا به دلایلی از ادامهٔ کار منصرف شده و ترانهٔ مزبور را با صدای داریوش در آلبومی مستقل وارد بازار می‌کند. ابی نیز که علاقهٔ خاصی به این ترانه داشته و خود را خالق تحریرهای موجود در این آهنگ می‌داند و حتی برخلاف ادعای آهنگساز آن مدعی است که دستمزد آهنگساز و ترانه‌سرا و تنظیم‌کننده را تمام و کمال پرداخت کرده است، نمی‌تواند به راحتی از کنار این آهنگ بگذرد و آن را بر روی سایت اختصاصی خود قرار می‌دهد که بعدها اعتراض فرید زلاند را برمی‌انگیزد.
فرید زلاند بیش از هر آهنگساز دیگری برای ابی آهنگ ساخته است و آثار ماندگاری از همکاری آن دو به جای مانده است ولی دیرزمانی است که ارتباط هنری این دو خواننده و آهنگساز قطع شده است و هر چند به ظاهر به نظر می‌رسد که علت این امر ناشی از مناقشات بر سر آهنگ «راه من» باشد، ولی فرید زلاند در مصاحبه‌ای دلیل امتناعش از همکاری با ابی را فاصله گرفتن ابی از دوران کاری گذشتهٔ خویش عنوان می‌کند و معتقد است که آن حس و حالی که در کارهای سابق ابی نظیر «محتاج»، «گریه نکن»، «عطر تو» و غیره وجود داشته و به او انگیزهٔ ساخت آهنگ می‌داده است دیگر اکنون موجود نیست.

### سیاوش قمیشی
در سال ۱۳۸۱ سیاوش قمیشی در پی تهیه و اجرای آلبوم شب نیلوفری برای ابی دچار اختلاف نظراتی با ابی شد که نهایتاً منجر به قطع همکاری‌های این دو هنرمند شد. سیاوش قمیشی همانند آلبوم ستاره‌های سربی آهنگساز آلبوم شب نیلوفری بود. لازم است ذکر شود که سیاوش قمیشی تاکنون ۲۷ آهنگ برای ابی ساخته است و از این رو، ابی در میان خوانندگان بیشترین تعداد از آهنگ‌های سیاوش قمیشی را خوانده است. ابی و سیاوش همچنان رابطه دوستانه‌ای با یکدیگر دارند.

### نت و آکورد آهنگ‌ها
فریبرز لاچینی آهنگساز و نوازندهٔ برجستهٔ ایرانی، در سایت اختصاصی خود، موسیقی بی‌کلام تعداد قابل توجهی از ترانه‌های ابی را که از نواخته‌های خود ایشان است همراه با نت آنها، در دسترس همگان قرار داده است. مجموعه آلبوم‌هایی تحت عنوان بوی دیروز در ۱۷ مجموعه نیز به فریبرز لاچینی منسوب است که در آن‌ها وی در هر آلبوم، به صورت پراکنده، موسیقی بی‌کلام یکی دو تا از کارهای ابی را نیز عرضه کرده است.
همچنین سیاوش قمیشی، دیگر آهنگساز ایرانی که او هم به ساخت موسیقی بی‌کلام علاقه نشان می‌دهد، در آلبومی با نام City Of The Sun (شهر آفتاب)، موسیقی بی‌کلام سه آهنگ از آهنگ‌هایی که در گذشته خود برای ابی ساخته بوده است را عرضه کرده است، بدین‌ترتیب: Illuminata (ترانهٔ مداد رنگی)، Inside The Circle (ترانهٔ پیچک) و Moon Gate (ترانهٔ پاییز).
عباس براری نیز در مجلد سوم کتابی تحت عنوان چهل سال پاپ، آکورد ۳۳ آهنگ از ترانه‌های ابی را تنظیم و گردآوری کرده است که انتشارات رهام چاپ کرده است. متن ترانه‌های ابی نیز در کتابی مستقل، تحت عنوان «ترانه‌های ماندگار: ستاره‌های سربی» را حامد حمیدا گردآوری کرده است که در سال ۱۳۷۹ به چاپ رسیده است. کتاب با مقدمه‌ای دربارهٔ سیر ترانه‌سرایی در ایران آغاز می‌شود و آنگاه، متن ترانه‌های خوانده‌شدهٔ ابی تا قبل از سال انتشار کتاب، در قالب سیزده دفتر عرضه می‌شود.

## فعالیت‌های خیریه
در تیرماه ۱۳۹۹، ابی از طریق بنیاد خیریه خودش به اسم «با تو»، از طرفدارانش خواسته بود کمک‌های نقدی خود را به یونیسف اهدا کنند.
ابی گفت: «تصمیم گرفتم در راستای این حرکت بزرگ و خیرخواهانه، بعد از تقریباً ۵۰ سال از آخرین باری که ریش‌های خودم رو اصلاح کردم، و برای ایجاد انگیزه به افزایش کمک‌های مالی و مشارکت شما عزیزان در این کمپین، برای دومین بار بعد از سال ۱۹۷۱ و به محض رسیدن میزان مشارکت به ۱۰ هزار دلار، ریش‌های خودم رو اصلاح کنم.کامل و از ته!»

### تراشیدن ریش بعد از پنجاه سال
ابی در ویدئویی از تراشیدن ریشش بعد از پنجاه سال در ازای جمع شدن ۱۰ هزار دلار برای کارهای خیریه خبرداد. بعد از جمع آموری کمک‌های نقدی، ابی در پست اینستاگرام خود فیلمی از اصلاح صورت خود گذاشت که آن را به‌طور کامل زده بود و در زیر آن نوشت: «پس از چندین دهه از زدن ریش خودم خودداری می‌کردم، برای این‌کار هدفی تعیین کردم و گفتم تنها در این صورت حاضرم این کار رو انجام بدم، اما هرگز فکر نمی‌کردم به این سرعت کمک‌ها جمع‌آوری بشه و مجبور بشم برم جلوی آیینه.»

## فعالیت‌های سیاسی

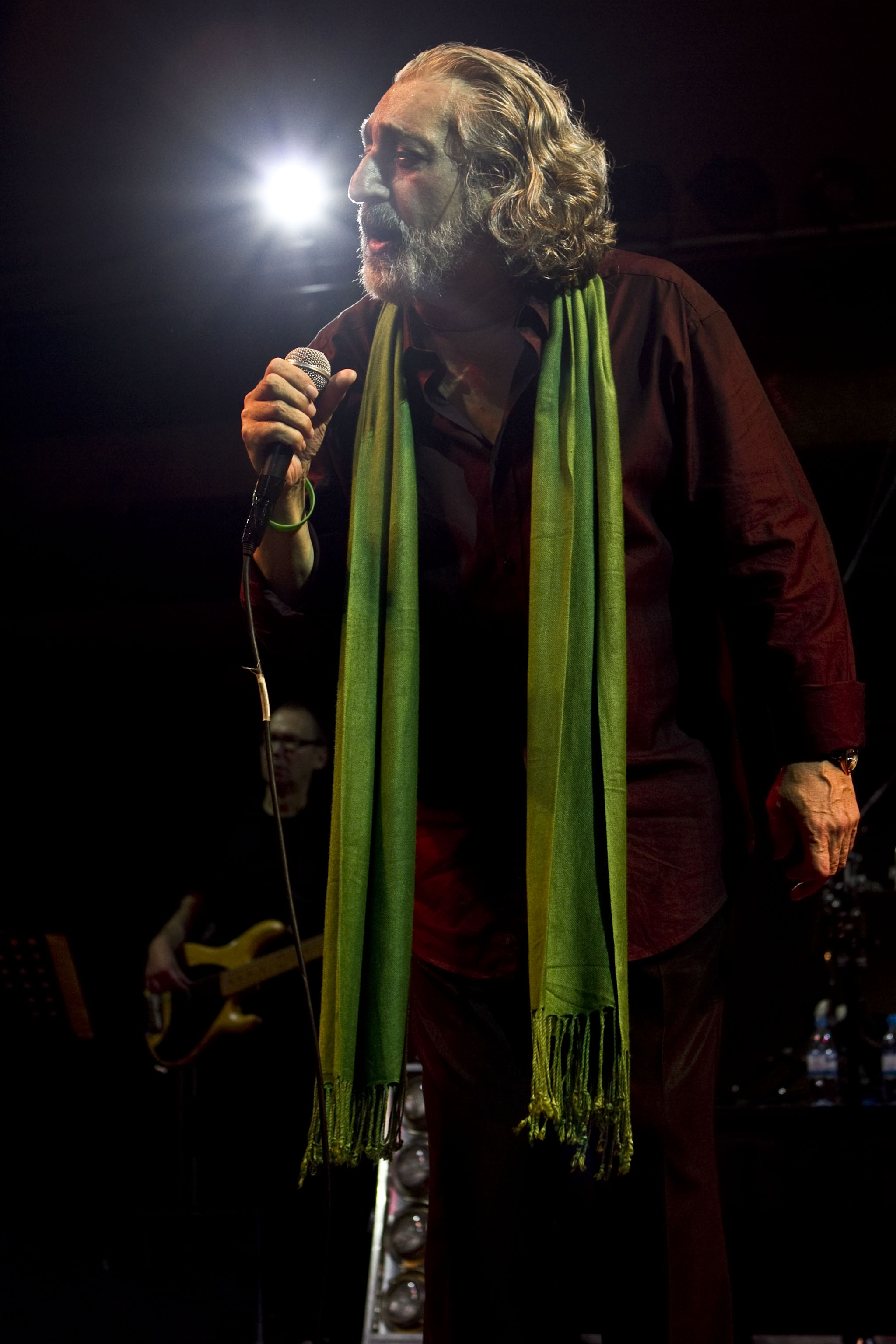
ابی در کنسرتی در مالزی سال ۲۰۱۰

ابی پیش از انقلاب ۱۳۵۷ ایران نیز چندین ترانهٔ اجتماعی و اعتراضی خوانده بود از جمله آهنگ «شکار» که دو سال مانع از شنیدن آن در رادیو شدند تا اینکه این ترانه با کسب جایزه از «جشنوارهٔ بین‌المللی آواز ترکیه» به گوش همه رسید. اما با کوچ اجباری پس از انقلاب بود که چهرهٔ او به عنوان یک ترانه‌خوان معترض و سیاسی در کنار داریوش به تصویر درآمد. ابی از همان سال‌های آغازین پس از انقلاب و در طول دهه‌های اخیر با اجرای حدود ۱۵ ترانهٔ سیاسی یا اجتماعیِ دارای مضامین سیاسی، به نوعی مخالفتش را با حاکمیت فعلی ایران نشان داده است. او در مصاحبه‌ای در شهریور ۱۳۸۷ گفت: «اصلاً نالازم‌ترین و غیرضروری‌ترین چیز که می‌توانست برای آن مملکت اتفاق بیفتد، انقلاب اسلامی بود.»
ابی پیش از انتخابات ریاست‌جمهوری سال ۸۸ در ایران، با خواندن آهنگی اعتراضی به نام «تصمیم» و ویدئویی استعاری، به نوعی حوادث پس از انتخابات را پیش‌بینی کرد. این ترانه در خبرگزاری‌های خارجی نیز بازتاب داشته است.

### ترانهٔ خلیج فارس
کنسرت ابی در دبی حواشی زیادی برای او ایجاد نمود. او ترانه خلیج فارس را در دبی اجرا نکرد و دلیل این کار خود را لغو نکردن امکان برگزاری هر ساله کنسرت و اینکه بتواند دوباره برای اجرای کنسرت به دبی بیاید و مردم را ببیند اعلام نمود.

## فیلم‌شناسی
ابی در دو فیلم در نقش بازیگر حضور داشته است. یکی بوی گندم، محصول سال ۱۳۵۶ به کارگردانی محمد دلجو و امیر مجاهد، و دیگری فیلم ناخدا با خدا، محصول سال ۱۳۵۲ به کارگردانی نصرت‌الله وحدت. فیلم بوی گندم، ماجرای سیامک، اسی و تقی سه دوست آس و پاسی است که ابی در آن نقش تقی را بازی می‌کند. تقی معتاد است و نصیحت‌های سیامک را برای ترک اعتیاد نمی‌پذیرد و عاقبت نیز در پایان داستان می‌میرد. در این فیلم محمد دلجو، آیلین ویگن و شهرام شب‌پره نیز ایفای نقش می‌کردند. بعدها ابی از بازی در این فیلم اظهار ندامت و پشیمانی می‌کند و آن را دخالت در حوزهٔ غیرتخصصی خود عنوان می‌کند. ابی در فیلم ناخدا با خدا، ظاهراً نقش کوتاهی داشته است.
ابی به عنوان خواننده نیز در سینمای ایران فعالیت داشته است. طبق آمار بانک جامع اطلاعات سینمای ایران، در بین ۲۹۶ خواننده‌ای که در سینمای ایران فعالیت داشته‌اند، ابی با خوانندگی در ده فیلم، مقام سیزدهم را به خود اختصاص داده است و از این لحاظ با شهپر، دیگر خوانندهٔ ایرانی برابری می‌کند. این ده فیلم به ترتیب سال تولید عبارتند از:
| فیلم              | سال تولید | ترانه‌سرا                   | آهنگساز                                     |
| ----------------- | --------- | -------------------------- | ------------------------------------------- |
| ● عطش             | ۱۳۵۱      | مسعود هوشمند               | حسین واثقی                                  |
| ● بی‌حجاب          | ۱۳۵۲      | مسعود هوشمند               | حسین واثقی                                  |
| ● هیاهو           | ۱۳۵۳      | ایرج جنتی عطایی            | بابک بیات                                   |
| ● ذبیح            | ۱۳۵۴      | -                          | واروژان                                     |
| ● بت‌شکن           | ۱۳۵۵      | ایرج جنتی عطایی            | بابک بیات                                   |
| ● شب زخمی         | ۱۳۵۶      | منصور تهرانی               | سلی                                         |
| ● سلام تهران      | ۱۳۵۶      | زویا زاکاریان              | واروژان                                     |
| ● خاکستری         | ۱۳۵۶      | ایرج جنتی عطایی            | بابک بیات                                   |
| ● بوی گندم        | ۱۳۵۶      | زویا زاکاریان و شرمین شجره | سیاوش قمیشی                                 |
| ● باغ بلور        | ۱۳۵۷      | منصور تهرانی               | حسن شماعی‌زاده                               |
| ● بر فراز آسمان‌ها | ۱۳۵۷      | نامعلوم                    | واروژان/ شهرداد روحانی (تیتراژ پایانی فیلم) |

این در حالی است که در این فهرست، از دو فیلم کندو (۱۳۵۴) و بر فراز آسمان‌ها (۱۳۵۷) که ابی در آن‌ها نیز ترانه خوانده است نامی برده نشده است. گفتنی است که ابی بر روی سکانس‌هایی از فیلم‌هایی ترانه خوانده است که در آن‌ها بازیگران بزرگ و نامداری حضور داشته‌اند؛ مثلاً در فیلم بر فراز آسمان‌ها، محمدعلی فردین، و در سه فیلم کندو، ذبیح و بت‌شکن، بهروز وثوقی، و در دو فیلم عطش و بی‌حجاب، ایرج قادری ایفای نقش کرده‌اند.
از جمله سکانس‌هایی که صدای ابی بر روی آن‌ها قرار گرفته است می‌توان به موارد زیر اشاره کرد: سکانسی که جوانی خلافکار با نقش‌آفرینی بهروز وثوقی هفتمین کاباره را بهم می‌ریزد، در فیلم کندو ساختهٔ فریدون گله با موسیقی واروژان و ترانهٔ ایرج جنتی عطایی، یا سکانس آخر فیلم بوی گندم که در آن سیامک که نقش‌اش را محمد دلجو بازی می‌کند، چاقو خورده و سوار بر موتور به سمت فرودگاه و در پی پیوستن به دختر مورد علاقه‌اش است با موسیقی سیاوش قمیشی و ترانه‌ای با نام «پیچک» از شرمین شجره، و نیز سکانس آخر فیلم بر فراز آسمان‌ها ساختهٔ محمدعلی فردین، در صحنه‌ای که مادر پیری پسر گمشده‌اش را که اکنون خلبانی موفق است، بازمی‌یابد و در همان حال تصاویری از پرواز هواپیماها و خاطرات گذشتهٔ مادر نمایش داده می‌شود.
همچنین ابی در سال‌های آغازین اقامت در خارج از کشور، در ساخت مجموعه‌ای تلویزیونی با عنوان خداحافظ تهران همراه با محمد دلجو، شهرام شب‌پره و آیلین ویگن شرکت کرد که به دلیل مشکلاتی این مجموعه هیچ‌گاه پخش نشد. همچنین پس از نزدیک به ۴۰ سال بخشی از ترانه (پوست شیر) به همراه نقش بدل و چهره واقعی خود ابی در قسمت‌هایی از فیلم سینمایی نهنگ عنبر گنجانده شد.

## آهنگ بر فراز آسمان‌ها
موسیقی متن فیلم «بر فراز آسمان‌ها» واروژان انجام داد؛ ولی تیتراژ پایانی فیلم آهنگی قرار دارد به نام بر فراز آسمان‌ها ساخته شهرداد روحانی با صدای ابی در آن گنجانده شد. اطلاعاتی در مورد ترانه‌سرای این اثر در دست نیست.

## آلبوم‌شناسی∗
- تپش (۱۳۵۳)
- نازی ناز کن (۱۳۵۴)
- شب‌زده (۱۳۵۶)
- کوه یخ (۱۳۶۴)
- نون و پنیر و سبزی (با داریوش) (۱۳۶۵)
- غریبه (۱۳۶۸)
- خلیج (۱۳۶۹)
- معلم بد (۱۳۷۱)
- ستارهٔ دنباله‌دار (۱۳۷۲)
- اتل متل (۱۳۷۳)
- ستاره‌های سربی (۱۳۷۴)
- عطر تو (۱۳۷۵)
- با تو (۱۳۷۵)
- تاج ترانه (۱۳۷۶)
- پیر (۱۳۷۸)
- طلوع کن (۱۳۷۷)
- شب نیلوفری (۱۳۸۲)
- حسرت پرواز (۱۳۸۵)
- یادگاری (با کامران و هومن) (۱۳۸۸)
- حس تنهایی (۱۳۸۹)
- جان جوانی (۱۳۹۳)
- لاله‌زار (۱۳۹۸)

^ ترتیب آلبوم‌ها بر اساس سال انتشار سی‌دی‌هایشان است.
ابی که پس از انتشار آلبوم شب نیلوفری صحبت از بازنشستگی خویش به میان آورده بود هنوز در زمینهٔ تولید آلبوم و اجرای کنسرت، باانگیزه و فعال است. او معتقد است که به روی صحنه رفتن یا انتشار آلبوم، فرصتی آموزشی در اختیارش قرار می‌دهد و موجب تجربه‌اندوزی بیشتر می‌گردد و این در نزد وی بهترین انگیزه و محرک برای تداوم بخشیدن به حرفه‌اش بوده است. او خوانندگی را عشقی می‌داند که هرگز از آن جدایی نخواهد داشت.

## نگارخانه

در جوانی
ابی در گروه بلک کتس